# Der Sammler
Der Sammler (Originaltitel: The Collector) ist der Titel eines 1963 erschienenen Romans des englischen Schriftstellers John Fowles. William Wylers Verfilmung des Stoffes unter dem deutschen Verleihtitel Der Fänger (1965) wurde für drei Oscars nominiert. Bei den Filmfestspielen in Cannes erhielten Terence Stamp und Samantha Eggar die Preise als beste Darsteller.
Der Sammler schildert wie einige andere Werke von Fowles die Abgründigkeit menschlichen Handelns, hier im Gewand einer Entführungsgeschichte, die aber nicht auf die üblichen Versatzstücke des Krimi-Genres setzt. Der vielleicht größte Unterschied besteht darin, dass der Entführer kein Triebtäter ist und etwaige sexuelle Übergriffe nicht geschehen. Der Roman ist Fowles’ erstes publiziertes Werk und international ein Bestseller geworden.

## Handlungsübersicht

### 1. Teil
Der Roman handelt von einem jungen Büroangestellten namens Frederick Clegg, der in einer Stadtverwaltung arbeitet, in seiner Freizeit Schmetterlinge sammelt und, wie man als Leser schnell merkt, von sehr schlichter Wesensart ist.
Im ersten Teil der Geschichte lässt Frederick als Ich-Erzähler in einer kühlen Sprache unter häufiger Verwendung umgangssprachlicher Redensarten seine Unfähigkeit erkennen, Emotionen zu empfinden und mit Menschen in Beziehungen zu treten.
Frederick fühlt sich aber zu Miranda Grey hingezogen, einer zwanzigjährigen Arzttochter und Kunststudentin. Als er eines Tages eine größere Summe im Fußball-Toto gewinnt, kann er seinen Job aufgeben und ein abgelegenes Landhaus kaufen. Er stellt Miranda nach, betäubt sie mit Chloroform und hält sie im vorbereiteten Landhaus – mit verstecktem Verlies im Keller – gefangen. Er erwartet, dass sich zwischen ihnen Gefühle entwickeln, denn er träumt davon, dass er eine anmutige Frau „besitze“ – doch Miranda wehrt sich und ist ihm dabei und überhaupt intellektuell weit überlegen. Einerseits offenbart Frederick dem Leser seine Überforderung, andererseits kontert er herausfordernde Äußerungen Mirandas mit Selbstvergewisserungen wie der, dass er auf ihre Spielchen „nicht hereinfalle“.
Frederick kauft ihr alles Mögliche: teure Kleider, gutes Essen und extra für die Malereistudentin Kunst-Bildbände – und wenn sie nicht zufrieden ist, fragt er sich, was er ihr denn noch schenken müsse.
Der erste Teil endet damit, dass Miranda Grey Atemprobleme bekommt: Sie kriegt kaum noch Luft, hustet blutverschmierten Schleim. Frederick geht jedoch von einer einfachen Grippe aus, er sieht darin nur einen Trick Mirandas, denn sie hatte zuvor bereits einmal eine Erkrankung vorgetäuscht, um einen ihrer gescheiterten Fluchtversuche in Angriff nehmen zu können.

### 2. Teil
Im zweiten Teil der Geschichte kommt Miranda Grey zu Wort. Mittels ihrer Tagebucheintragungen schildert sie die vollständige Dauer ihrer Gefangenschaft. Dort nennt sie Frederick zunächst Ferdinand, dann aber Caliban, wie der wilde, verunstaltete Sklave in Shakespeares Theaterstück „Der Sturm“ heißt – während das Liebespaar darin ironischerweise tatsächlich die Namen Ferdinand und Miranda trägt. Verschiedene Gespräche zwischen Frederick und Miranda werden im Tagebuch wörtlich in Rede und Gegenrede wiedergegeben. Außerdem berichtet Miranda von einem älteren Künstler (nur mit seinen Initialen G. P. genannt), zu dem sie sich sehr hingezogen fühlt, obgleich er sie etwa durch seine Kritik an ihrer Malerei kränkt: dass sie wohl Talent habe, aber dass es ihr noch nicht gelinge, in ihre Werke ihre eigene Persönlichkeit einzubringen. Sie besitzt tiefen Respekt vor seiner Meinung und seinem ganzen Charakter und schätzt, ja liebt ihn letztlich – etwas, das im völligen Kontrast zum Kontakt zwischen der Gefangenen Miranda und ihrem Gefängniswärter Frederick steht, wie sie es sehr deutlich empfindet und benennt.
Des Weiteren schildert sie das dümmliche, um übertriebene Korrektheit bemühte Wesen ihres Entführers und dass er auf ihre Fragen und ständige Bitten um die versprochene Freilassung immer nur mit Ausflüchten und Plattitüden antwortet. Sie fantasiert über Möglichkeiten, Frederick zu töten, und unternimmt waghalsige Fluchtversuche, welche aber allesamt scheitern. In ihrer Hoffnungslosigkeit sowie aus Mitgefühl versucht Miranda, Frederick zu verführen – doch er erweist sich zum einen als impotent, zum anderen als sozial völlig unfähiger Mensch, missversteht diese Signale völlig als „schmutzige“ Prostituierung und weist sie aufs Schwerste beleidigt zurück.

### 3. Teil
Der dritte und vierte Teil des Romans wird wieder von Clegg erzählt: Er merkt zu spät, dass Miranda todkrank ist, und scheitert auf seine halbherzige und die Augen vor der Realität verschließende Art beim überfälligen Versuch, einen Arzt zu holen. Miranda stirbt auf qualvolle Weise, was Clegg minutiös beobachtet und distanziert beschreibt, als handele es sich um seine Schmetterlinge. Er überlegt sich, Suizid zu begehen,.

### 4. Teil
Es kommt alles anders als geplant: Als Clegg das Tagebuch der Verstorbenen findet und darin die Stelle liest, sie habe ihn nie geliebt, entschließt er sich dazu, sich nicht für ihren Tod verantwortlich zu fühlen. Er beginnt, vage die Entführung einer anderen jungen Frau zu planen, der er aber von Anfang an zeigen will, wer der Herr im Hause ist.

## Zur literarischen Einordnung
Was das Buch zu einem relativen Solitär im populär-kriminologischen Genre macht, sind u. a. folgende Besonderheiten, die z. B. nicht nur Krimileser mit Sicherheit eher irritieren:
Der Roman führt in seinem 2. Teil eine für die gekidnappte Miranda Grey wichtige, aber komplett abwesende Person ein, den zwanzig Jahre älteren Maler G. P. Dieser hat ihr einerseits (s)eine Welt des Freigeists und der Bohème gezeigt und ihr vorgelebt, eine Welt, die sich für sie wohltuend von ihrer durch ihre strenge Internatszeit geprägte Fassade aus gesellschaftlichen Konventionen unterscheidet. Andererseits stellen die erinnerten Gespräche zwischen ihr und ihm eine tiefgehende Auseinandersetzung mit Kunst dar, insbesondere mit moderner Malerei, aber auch Musik, in welcher der Ältere nicht sehr pädagogisch, aber umso deutlicher der Studentin kulturpessimistische Perspektiven aufzeigt. Insoweit ist das Buch ein Vorläufer späterer Werke von Fowles, in denen er immer wieder auf solche Aspekte zurückkommt, insbesondere in seiner Künstlernovelle The Ebony Tower von 1974 (deutsch Der Ebenholzturm).
Irritierenderweise bezeichnet G. P. solche Menschen, die moderne Kunst, im Grunde aber alle Kunst und Künstler mit Skepsis betrachten, sowie alle unpolitischen bzw. nicht-linken Positionen zuneigenden Menschen als die „Neuen Menschen“ („neu“ also für ihn nicht positiv besetzt). Dazu zählt er, ihm natürlich unbekannterweise, Leute wie Frederick, welche Haltung diesem gegenüber Miranda übernimmt.
Des Weiteren ist der 2. Teil durchzogen von offenen und versteckten Anspielungen auf andere Schriftsteller und deren Bücher wie z. B. auf J. D. Salingers Roman The Catcher in the Rye, 1951 (deutsch Fänger im Roggen), dessen Hauptperson, den jungen Holden Caulfield, Miranda ihrem Entführer als Identifikationsfigur offeriert – die er als „zu vulgär“ für sich ablehnt, sowie auf Alan Sillitoes Roman Saturday Night and Sunday Morning von 1958 (deutsch Samstagnacht bis Sonntagmorgen) wegen ebensolcher Parallelen zu dessen Helden aus der Arbeiterklasse, Arthur Seaton. Über allem schweben die Anknüpfungen an das Personal und die Handlung von Shakespeares Stück Der Sturm, das auch in Fowles‘ anschließendem Roman The Magus von 1965 (deutsch Der Magus) eine immer wiederkehrende Rolle spielt. Kurz, Der Sammler ist auch eine Fundgrube fürs literarische Detektivspielen.
Im Übrigen erklärt Miranda gegenüber Frederick ihre kritische Einstellung zu der im Kalten Krieg der Entstehungszeit des Romans aktuell bestehenden Atomkriegsgefahr – in den 1950er Jahren hatten die ersten US-amerikanischen Wasserstoffbombentests stattgefunden. Miranda bringt ihrem Entführer – und dem Lesepublikum – die Anfänge der Anti-Atomkraft-, der Ostermarsch- und Friedensbewegung nahe, womit sie bei Frederick auf der ganzen Linie scheitert. Er leitet nicht einmal, wie zugesagt, den ihm abgepressten Scheck für die Bewegung weiter.
Insgesamt bietet der Roman die akribische Beschreibung einer Obsession von unerbittlicher Konsequenz. Der äußerst schwach intelligente Entführer zeigt bei der Durchführung seines Plans bis hin zum finalen Unglück sowohl seine moralische Haltlosigkeit als auch seine emotionale Inkompetenz. Der Roman ist eine der anschaulichsten literarischen Darstellungen einer gravierenden medizinisch-psychologischen Störung überhaupt, und er erscheint im Hinblick auf Anschaulichkeit und Nachvollziehbarkeit, wenngleich alles andere als populärwissenschaftlich vereinfachend, mancher klinischen Falldarstellung überlegen.

## Verschiedenes
- In einer Doppelfolge (The Fisher King Part 1 + 2, dt.: Die Suche Teil 1 und 2) der amerikanischen Fernsehserie Criminal Minds wird auf das Buch angespielt: Ein Mann entführt ein blondes Mädchen und lässt den Ermittlern diverse Gegenstände, die auf dem Titelbild der Erstausgabe abgebildet sind, und Hinweise über das Buch zukommen.
- Mehrere Pop- und Rocksongs, unter anderem von The Everly Brothers, The Jam, Nine Inch Nails und Slipknot, wurden von dem Buch inspiriert.

## Buchausgaben
- The Collector. Jonathan Cape, London 1963.
- The Collector. Random House UK (Vintage Classics), London 2004, ISBN 978-0-09-947047-2.
- Der Sammler. Roman, übersetzt von Maria Wolff. Propyläen, Berlin 1964.
- Der Sammler. Roman. Ullstein, Frankfurt am Main 1967.
- Der Sammler. Roman. Rowohlt Taschenbuch, Reinbek 1988, ISBN 3-499-15996-1.
- Der Sammler. Roman. List, München 2002, ISBN 978-3-548-60224-0.